# V. K. Krishna Menon
Vengalil Krishnan Krishna Menon (3 mai 1896-6 octobre 1974) est un universitaire indien, homme politique et diplomate. Il est décrit par certains comme le deuxième homme le plus puissant de l'Inde,, après le premier Premier ministre de l'Inde, Jawaharlal Nehru. Il participe à l'écriture du premier projet du préambule de la Constitution de l'Inde,, a lancé l'idée de l'Assemblée constituante de l'Inde et fut l'architecte, et la personne qui a inventé le nom, du mouvement des non-alignés,.
Il est président de la délégation indienne à l'Assemblée générale des Nations unies de 1953 à 1962, aux sessions du Conseil de tutelle des Nations unies de 1953 à 1956 et au Comité des dix-huit nations sur le désarmement. Il fut membre du Congrès national indien et également à un moment donné membre du Parti travailliste britannique.
Jeune homme, Menon dirige l'aile étrangère du mouvement indépendantiste indien, lançant la Ligue de l'Inde à Londres, faisant campagne de manière agressive au Royaume-Uni pour gagner le soutien du public à l'indépendance de l'Inde et ralliant le soutien de puissances mondiales telles que l'Union soviétique. Au lendemain de l'indépendance, Menon s'impose comme ingénieur et porte-parole de la politique étrangère de l'Inde et, plus généralement, artisan du mouvement des non-alignés. Il a dirigé les missions diplomatiques de l'Inde au Royaume-Uni et aux  Nations unies, et s'est distingué dans les affaires diplomatiques telles que la crise de Suez. En 1957, Menon a établi le record du plus long discours (8 heures) devant le Conseil de sécurité de l'ONU tout en défendant les droits de l'Inde sur le territoire contesté du Cachemire, gagnant ainsi une large popularité et le sobriquet « Héros du Cachemire ».
De retour en Inde, il est élu à plusieurs reprises aux deux chambres du parlement indien dans des circonscriptions aussi variées que Mumbai, le Bengale et Trivandrum dans son État natal du Kerala. Il sert comme ministre de la Défense, supervisant la modernisation de l'armée indienne et le développement de l'infrastructure militaro-industrielle indienne, et dirigeant l'annexion indienne de Goa. Il démissionne à la suite de la guerre sino-indienne, mais reste conseiller de Nehru, membre du parlement et homme d'État jusqu'à sa mort.